# 樂施會
樂施會（英語：Oxfam）是创建于英国牛津的國際發展及救援的非政府組織，2018/2019年度，樂施會在全球90個國家，和超過1萬5千個夥伴合作推展扶貧工作，合共支援了超過1千950萬人。
樂施會1942年由Theodore Richard Milford 法政牧師（1896年—1987年）及一群志同道合的朋友 在英國牛津成立，原名英國牛津饑荒救治委員會（Oxford Committee for Famine Relief）。組成目的是在二戰運送食糧到被同盟國封鎖的納粹德國佔領的希臘。1963年，加拿大成立了英國以外第一家樂施會。1965年起改以電報地址「OXFAM」作為名稱。

## 結構
發展至今，樂施會是由20個世界各地獨立組織組成的國際聯會，旨在共同推行消除貧困和社會不公的工作，在國際上發揮更大影響力。樂施會國際聯會包括以下成員：
- 美國樂施會
- 澳洲樂施會
- 比利時樂施會
- 巴西樂施會
- 加拿大樂施會
- 丹麥樂施會
- 法國樂施會
- 德國樂施會
- 英國樂施會
- 香港樂施會
- 印度樂施會
- 西班牙樂施會
- 愛爾蘭樂施會
- 意大利樂施會
- 墨西哥樂施會
- 新西蘭樂施會
- 荷蘭樂施會
- 魁北克樂施會
- 南非樂施會
- 土耳其樂施會

## 香港樂施會

### 背景及歷史
香港樂施會是在1976年由一群義工成立，翌年開設二手商店，為世界各地的扶貧工作籌款。在1970、1980年代，樂施會的倡議包括以公義原則對待因越戰來港的越南難民，以及在1984年向衣索比亞的饑荒災民伸出援手。
樂施會是在香港註冊的國際扶貧發展機構，是樂施會國際聯會成員之一，管治和財政獨立自主，不是任何國際機構的附屬機構。
樂施會的願景是創造一個「無窮世界」，在香港推行公眾教育及倡議運動，改善本地及全球的扶貧政策，同時向國際受災害影響的民眾提供救援，並協助他們恢復生計。
香港樂施會於2012年在澳門成立辦事處，自2014年開始，在澳門推動世界公民教育工作及扶貧政策倡議的工作。

### 香港項目
香港樂施會在1996年成立香港項目部，關注本地貧窮議題，定期發表與香港貧窮狀況相關的調查及報告，包括《香港不平等報告》（2018）、《香港貧窮問題的民意調查報告》（2017），歷年來與多個公民社會組織合作，促成香港政府推行多項扶貧政策，包括︰
- 於2011年首次設立法定最低工資[8][9]
- 於2013年制定官方貧窮線[10][11]
- 於2014年設立「低收入在職家庭津貼」[12][13]

2017年1月，樂施會與香港攝影師謝至德一起舉辦「勞力是......窮得只剩份工」視覺藝術展。由清潔工、保安員、速遞員親身向參展的藝術家講述自身處境和困難，藝術家再透過不同作品向公眾呈現基層工人的辛酸，藉此加深公眾了解在職貧窮背後的結構性問題，引發公眾反思勞動價值。

### 世界公民教育
樂施會在香港、澳門及台灣推行世界公民教育，並於2017年開始推出以貧窮為主題的原創繪本。曾出版的繪本包括：
- 《新年怎會不快樂》和《兩個花旦》獲第三屆香港出版雙年獎「最佳出版獎」及「出版獎」（兒童及青少年類）（2021）[16]
- 《神奇小盒子》獲香港教育城「第17屆十本好讀」教師推薦好讀（小學組）第八位（2020） [17]
- 《妖怪吃掉我的家》獲香港出版雙年獎出版獎（兒童及青少年類）（2019） [18]
- 《如果世界是100人學校》獲香港教育城第14屆十本好讀中學教師推薦好讀獎（2017）[19]

### 中國大陆項目
1987年，樂施會在中國內地開展工作，於廣東省推行首個項目。1992年設立中國發展基金。自此，樂施會一直致力在內地開展扶貧工作，從推動農村發展與災害管理，開展緊急救援工作，以至推行城市生計發展及倡議項目。
2017年，《中華人民共和國境外非政府組織境內活動管理法》正式實施，香港樂施會在內地多個辦事處先後成功註冊，可以合法在內地31個省市自治區開展工作。
樂施會在內地的主要工作地點包括雲南、甘肅、貴州、陝西、安徽、山東、湖北、廣東和北京。
在2020年、2018年及2015年，樂施會在中國內地的工作先後三度獲中國基金會評價榜頒發「金桔獎」，代表中國民間公益組織對樂施會扶貧工作的肯定。

## 救援

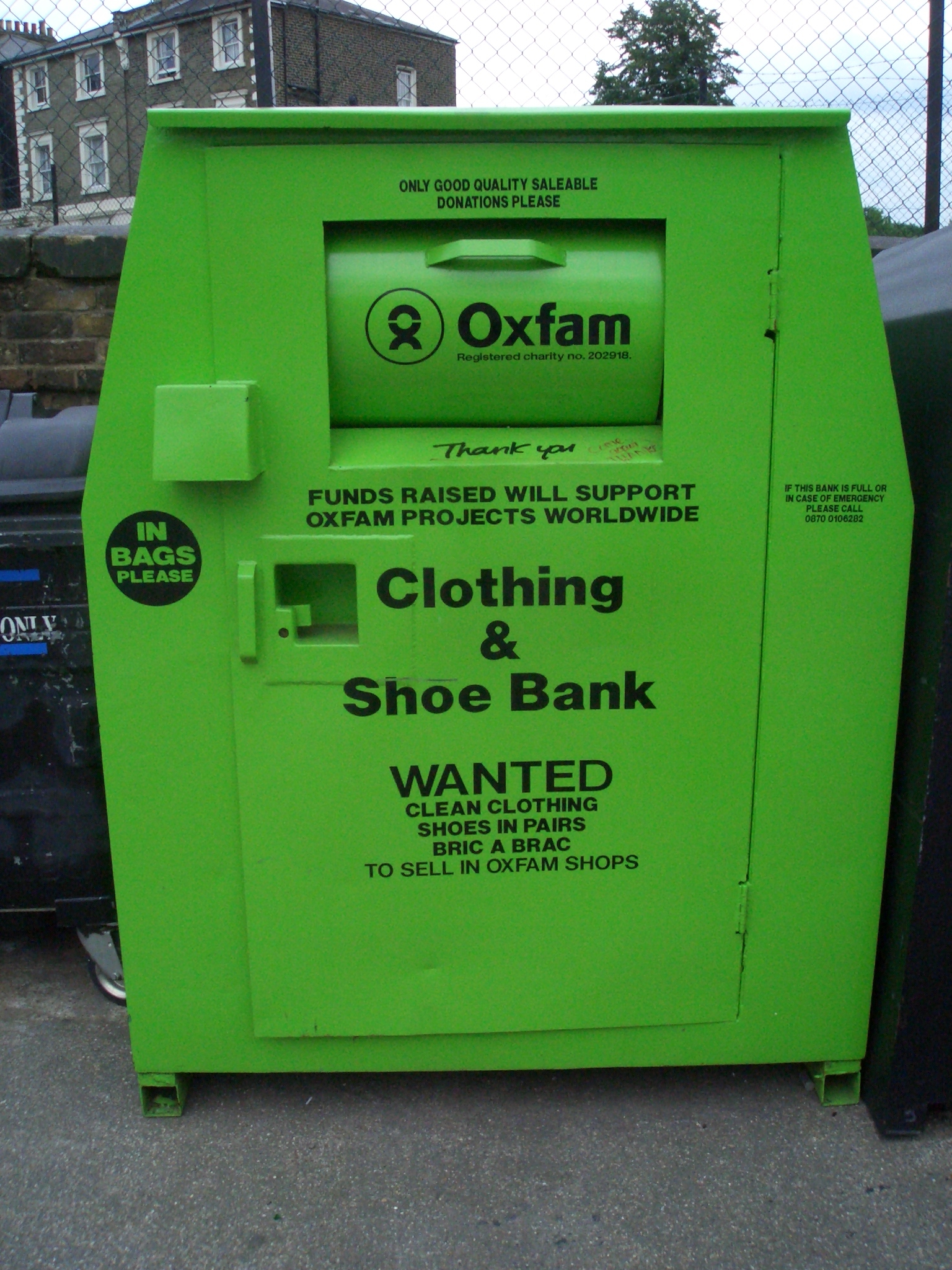
此設備用于收集完好及乾淨衣物及鞋履，在慈善商店販售。收益用作樂施會全球的救援計劃。

### 饑荒及糧食援助
基於樂施會的最初目標是提供食物給貧窮人士以解決饑荒。多年來，樂施會都有開展種種策略對付饑荒的「原因」。除了食物和藥物之外，樂施會也向人們提供生活、工作用具令他們能夠自給自足，同時爭取開放自由的國際貿易，使貧窮地區生產的貨品以公平的價格出售。

### 供水及公共衛生
此外，樂施會經常獲委託在受衝突或天災影響的地區，向民眾提供安全飲用水和衛生設施，並推行個人健康及衛生教育，包括在位於孟加拉科克斯巴扎爾的羅興亞難民營，建造史上在難民營內最大型的化糞系統，以及參與西非伊波拉病毒疫情控制等。供水及維持公共衛生領域的救援工作，是樂施會的專長。
現在全球樂施會除了在救濟上，還參與以下議題的工作：國際貿易（公平貿易） 、教育、債務和援助、安定生活及居所、健康、HIV／愛滋病 、社會公平、性别平等、戰爭和天災、民主和人權、氣候變化。

## 倡議

### 氣候公義
樂施會於2007年在印尼峇里島舉行的聯合國氣候變化大會上，首先提出對抗氣候貧窮的倡議。此後，該會曾發表多份研究報告，指出富裕和貧窮國家的人均碳排放量相差甚遠，要求富裕國家撥出財政資源，協助貧窮國家應對氣候變化的不利影響，並阻止企業繼續因高碳排放而獲得厚利。針對極端天氣對貧困社區的影響，樂施會倡議以「減排」和「適應」兩類措施雙管齊下。

### 價錢背後
2018年，樂施會發起「價錢背後」倡議運動，
要求全球多間大型超市終止食品供應鏈上的剝削行為，包括杜絕不人道的工作環境、提高食品來源的透明度、解決供應鏈上對婦女的歧視等，並確保消費者在購買食品上的金錢，有更多的部份能分到生產者手上。樂施會要求歐盟往後頒布杜絕不公平貿易的指令時，保障範圍須涵蓋非歐盟地區的發展中國家，並確保民間組織有權代表小規模生產者向各國的相關政府部門作出投訴，舉報大型超市違反公平貿易原則。

### 人民疫苗
2020年5月，樂施會與聯合國愛滋病規劃署發表公開信，促請各國盡快生產新冠病毒的疫苗及藥物，並免費給予所有人。公開信獲多國逾140名領袖及專家聯署支持，包括南非總統拉西里爾·拉馬福薩、英國前首相白高敦等。樂施會指出，只有在藥廠願意分享資訊、免收專利費用的前提下，讓疫苗盡可能的大量生產，才有可能達成這個目標。

## 樂施商店

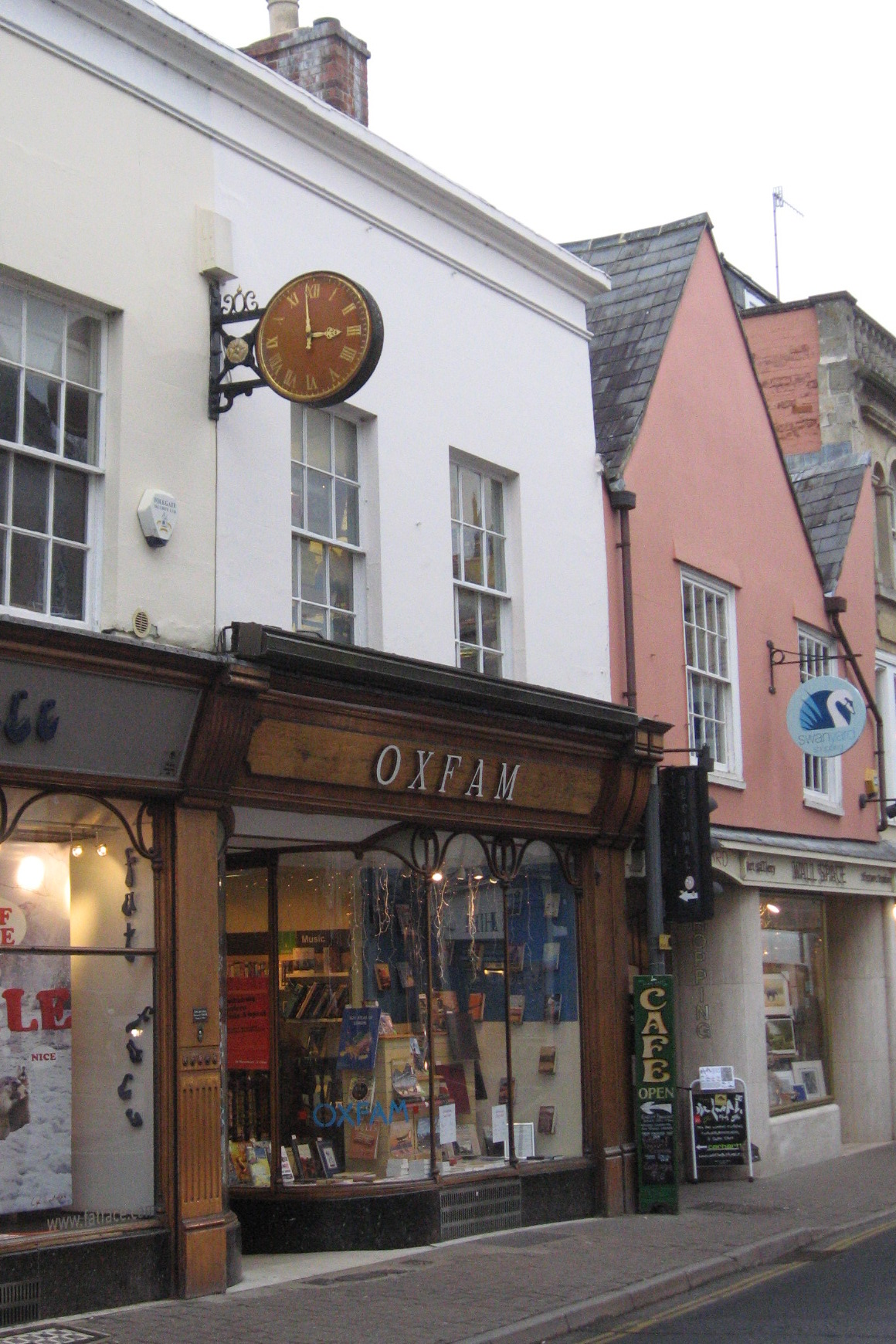
一間位于英国賽倫塞斯特的慈善商店

樂施會在1947年於英國開設首家慈善商店。現在已有八百家商店遍佈英國及其他國家。而其中超過七十間商店是專門售賣書籍的樂施書店，它也是全英國最大家的二手書店。香港於1977年在中環遮打大廈開設第一間樂施商店，亦先後在銅鑼灣及尖沙咀開設樂施商店。最後一間樂施商店位於中環怡和大廈，在資源調配下於2020年7月底結業。

## 籌款

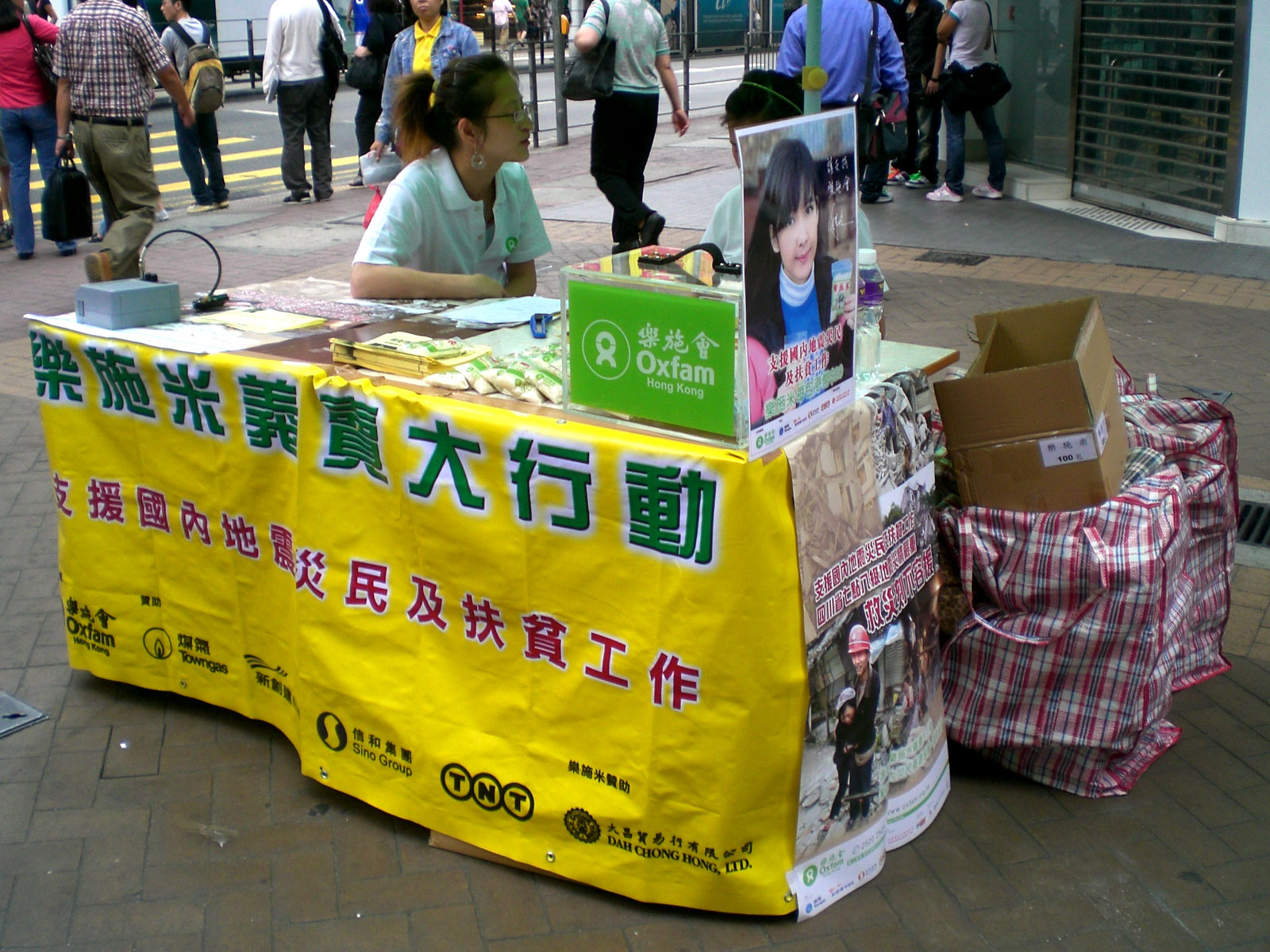
樂施會在香港街頭的籌款活動

樂施會的經費除了在樂施商店售賣10手貨物之外，亦在英國、澳洲、香港舉辦樂施毅行者。香港會有售賣「樂施米」的活動。2008年在香港的樂施之友突破了10萬，籌款額為1億9千萬港元。《壹週刊》第951期的報道指出，樂施會06－07年行政費為19%，屬同類慈善團體行政費百分比最高的團體。

## 爭議

### 員工在參與救援工作期間召妓
英國樂施會2018年2月被英國傳媒揭發在2010年海地地震後，有員工在參與救援工作期間召妓。報導指出時任海地辦公室總監哈威梅倫曾在樂施會安排的住所召妓，或涉及雛妓，三名涉事員工曾於2011年調查期間恐嚇證人。女災民加布聲稱曾被樂施會的海地行動主管哈威梅倫當作洩慾工具以換取禮物，當時她只有17歲。英國樂施會其後公布了2011年收到投訴後進行的內部調查結果，當時四名人員被解僱，海地辦公室總監以及另外兩名人員在調查結束前辭職。就雛妓的指控，調查報告指出，有關指控並未能得到證實。另外，樂施會亦澄清，事件不涉及使用公費支付召妓費及挪用公款。

### 迫女性以性換取救助
前英國樂施會職員海倫埃文斯（Helen Evans）周一晚接受英國第四頻道訪問，指出曾收到投訴指稱樂施會援助人員強迫女性以性換取救助，並曾在一個月內收到3宗兒童性侵指控。她向樂施會舉報後，對方僅回應指管理層會進行策略性審視，但最終並未獲得任何處理。事件引發全球樂施會的深入改革，除了委任獨立委員會作調查 ，成立專門的「保護小組」，同時建立更完善的「舉報熱線」機制，改善處理性不當行為指控的機制等。 

### 19% 行政費
壹週刊第951期的報道指出，樂施會06－07年行政費為19%，屬同類慈善團體行政費百分比最高的團體，而樂施會對此也作出澄清，報道之19%比率，為樂施會06/07年度籌款開支(11%)及行政費用(8%)的總開支。據「明施慎選」(iDonate) 資料，2018/19年樂施會項目支出總額為1.77億港元，佔全年總開支80%。行政費用佔2%，籌款佔8%。平均每籌$100 的成本約$7.49，並評樂施會為「透明度很高」。
樂施會解釋香港樂施會不像部分機構般獲國際總部資助行政費、或獲政府撥款。由於所有經費來源均靠公眾捐款，因此須花更多人力物力募捐，例如為了應付每月收入，要聘用有償員工在街頭招募每月定額捐款者。

## 被中華人民共和國政府指责
2010年2月11日，北京中央民族大學網站發出中華人民共和國教育部《關於防止香港「樂施會」中國分部通過互聯網在我國高校招聘「大學生志願者」的緊急通知》，指稱香港樂施會為“竭力向我内地渗透的非政府组织，且其负责人（盧子健）是反对派骨干”，要求各地教育部門和高校“提高警惕，認識到香港「樂施會」招聘我「大學生志願者」的用心不善”，“要斷絕與其任何來往，不與其有任何形式的合作”。
据报道这份通知也出现在若干其他大学的网站上，但在2月23日被删除。中華人民共和國教育部新闻组在接受查询时表示，他们正在跟有关部门了解情况，有消息会在网上公布。中华人民共和国外交部发言人秦刚在回答有关提问时表示，他不了解有关情况，但强调在华境外组织和团体应该遵守中華人民共和國法律。
乐施会总裁施日庄（John Sayer）对媒体表示，如果他们“涉足了不该涉足的领域”，希望中華人民共和國政府直接跟他们联系。乐施会中国部负责人廖洪涛则表示，他们没有直接收到中華人民共和國教育部的有关文件，而是从网上获知这个通知的。他指出，乐施会在国内的活动一直是守法的，且它在内地的合作伙伴80%是政府机构。过去4年的40多名志愿者中30%后来都到非政府组织工作。乐施会北京办公室的负责人说，他们正在了解情况，不明白教育部为何发出有关的通知以及涉及哪些内容。
香港时事评论员刘锐绍认为这次事件表明中華人民共和國官员对非政府组织缺乏了解，把香港乐施会在大陆高校招志愿者看作串联反政府势力，并把英国人施日庄任总裁理解成外国势力渗透。有香港维权人士指这件事令人担忧，因为在维权界看来乐施会在与大陆当局打交道时非常温和，甚至过分谨慎。

## 外部連結
- 國際樂施會 （页面存档备份，存于）（英文）
- 香港樂施會 （页面存档备份，存于）
- 香港乐施会：中国部 （页面存档备份，存于）
- 黃頁維基上的樂施會聯絡清單 （页面存档备份，存于）
- 貿易要公平網站